# مكتب رئيس الوزراء الإسرائيلي
مكتب رئيس وزراء إسرائيل (بالعبرية: מִשְׂרָד רֹאשׁ הַמֶּמְשָׁלָה‏) (وينطق ميسراد روش هاميشالا) هو قسم في مجلس الوزراء الإسرائيلي مسئول عن تنسيق عمل جميع مكاتب الوزارات الحكومية، ويتولى مساعدة رئيس الوزراء الإسرائيلي في عمله اليومي.
يتولى مكتب رئيس الوزراء مسؤولية صياغة سياسة مجلس الوزراء الإسرائيلي، وعقد اجتماعات مجلس الوزراء، كما أنه مسؤول عن العلاقات الدبلوماسية الخارجية مع دول العالم، وكذلك الإشراف على تنفيذ سياسة مجلس الوزراء والإشراف عليها. بالإضافة إلى ذلك، فهو مسؤول عن الهيئات الحكومية الأخرى التي تخضع مباشرة لمسؤوليات رئيس الوزراء. وعلى عكس العديد من الدول الأخرى، فإن مكتب رئيس وزراء إسرائيل لا يستخدم كمقر إقامة لرئيس الوزراء. المقر الرسمي لرئيس وزراء إسرائيل يقع في بيت أغيون، في حي رحافيا بالقدس.

## أقسامه

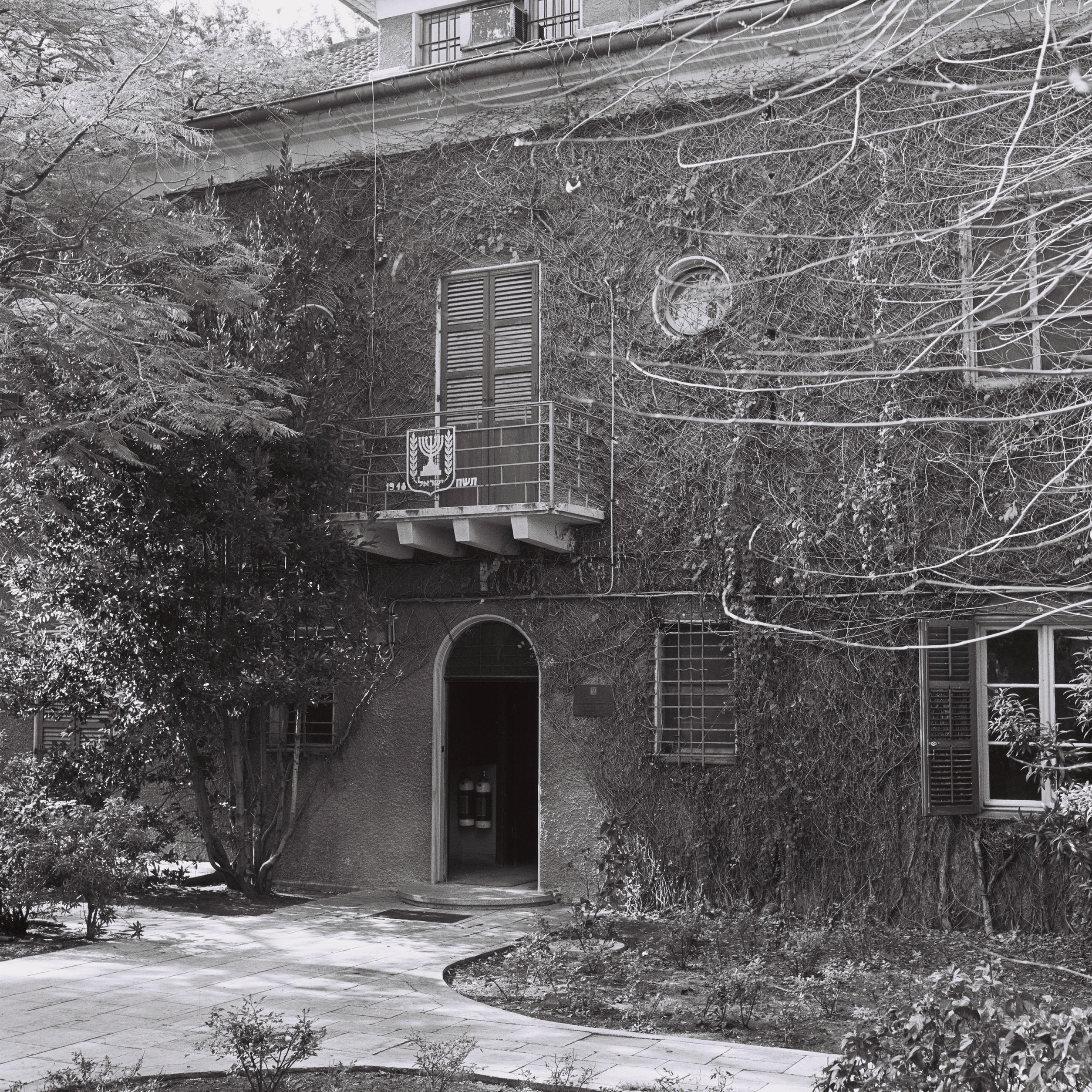
مكتب رئيس الوزراء في تل أبيب، 1964

- دائرة أتودوت الإسرائيلية - المسؤولة عن إدارة "إسرائيل أتودوت"، وهي خطة وطنية لتحسين رأس المال البشري في إسرائيل.
- إدارة الوقود البديل - المسؤولة عن إدارة خيارات الوقود ومبادرة التنقل الذكي، وهي خطة وطنية لتطوير أنواع الوقود البديلة ووسائل النقل المتقدمة في إسرائيل.
- هيئة الطاقة الذرية - المسؤولة عن الأنشطة النووية لإسرائيل.
- هيئة التحويل - تقدم المساعدة والخدمات للأشخاص الذين يسعون إلى التحول إلى اليهودية.
- وزارة الشؤون الداخلية والتخطيط والتنمية - المسؤولة عن إضفاء الطابع الرسمي والتنفيذي لخطط واستراتيجيات التنمية الوطنية في إسرائيل، وكذلك عن العلاقات الحكومية مع الشتات الإسرائيلي واليهودي.
- قسم المفتش العام لرقابة الدولة - المسؤول عن تنفيذ توصيات مراقب الدولة في إسرائيل.
- هيئة تقنية المعلومات والاتصالات الحكومية - المسؤولة عن تقديم خدمات الحكومة الإلكترونية.
- لجنة التسمية الحكومية - تحدد الأسماء العبرية للأماكن الجغرافية الإسرائيلية، وقراراتها ملزمة لجميع مؤسسات الدولة.
- المكتب الصحفي الحكومي - مسؤول عن توفير شهادات صحفية للعاملين في وسائل الإعلام الإسرائيلية ومنح تأشيرة دخول للصحفيين الأجانب المقيمين في إسرائيل. بالإضافة إلى ذلك، فهي مسؤولة عن التنسيق بين مجلس الوزراء الإسرائيلي ومجتمع الصحفيين الأجانب المقيمين في إسرائيل بشأن الأمور المتعلقة بالأنشطة الإعلامية.
- المكتب المركزي للإحصاء في إسرائيل - مسؤول عن إجراء البحوث ونشر البيانات الإحصائية حول جميع جوانب الحياة الإسرائيلية، بما في ذلك السكان والمجتمع والاقتصاد والصناعة والتعليم والبنية التحتية المادية، والتي تخدم السلطة التشريعية والجمهور.
- المديرية الإلكترونية الوطنية الإسرائيلية - المسؤولة عن توفير الدفاع الأمني السيبراني لإسرائيل وتنسيق ردود إسرائيل على الهجمات الإلكترونية.
- المعهد الإسرائيلي للبحوث البيولوجية - يشارك في أبحاث في علم الأحياء وعلم الأحياء الدقيقة والكيمياء، وهو معروف بتطوير وسائل وقائية يمكن الدفاع عنها ضد الأسلحة البيولوجية والكيميائية.
- أرشيف دولة إسرائيل - مؤسسة الأرشيف الوطني الإسرائيلي.
- الدائرة القانونية - مسؤولة عن تقديم الاستشارات والخدمات القانونية لديوان رئيس الوزراء.
- وزارة الشؤون الإستراتيجية - تنسق المبادرات الأمنية والاستخباراتية والدبلوماسية ضد التهديدات الإستراتيجية لإسرائيل.
- الموساد - وكالة استخبارات أجنبية لإسرائيل.
- الشاباك - جهاز الأمن الداخلي الإسرائيلي.
- المجلس الاقتصادي الوطني - يقدم الاستشارات الاقتصادية لرئيس وزراء إسرائيل، ويساعده في صياغة السياسة الاقتصادية، مع تخصيصه للتركيز على التخطيط طويل المدى.
- مجلس الأمن القومي الإسرائيلي - يقدم استشارات الأمن القومي لرئيس وزراء إسرائيل، توصيات أمنية لمجلس الوزراء الإسرائيلي، التوجيه والتنسيق بين مختلف الأجهزة الأمنية في إسرائيل، والإشراف والإشراف على تنفيذ القرارات المتعلقة بأجهزة الأمن المختلفة.
- دائرة الشؤون العامة - مسؤولة عن جهود ومبادرات العلاقات العامة لمكتب رئيس الوزراء.
- المجلس العام لإحياء ذكرى تيودور هرتزل - المسؤول عن أنشطة إحياء ذكرى تيودور هرتزل.
- المشرف على تطبيق قانون حرية المعلومات - مسؤول عن إدارة تشريعات حرية المعلومات في إسرائيل.

## روابط خارجية
- الموقع الرسمي